# West Ham Hammers
West Ham Hammers – angielski klub żużlowy z siedzibą w Londynie, w dzielnicy West Ham, działający w latach 1929–1972. dwukrotny mistrz Anglii (1937 i 1965).

## Wyróżniający się zawodnicy
- Ciril Anderson
- Arthur Atkinson
- Jack Biggs
- George Barclay
- Peter Bradshaw
- Eric Chitty
- Malcom Craven
- Tommy Croombes
- Jimmy Gibb
- Christer Löfqvist
- Gerry Hussey
- Alan Sage
- Norman Hunter
- Colin Watson
- Bob Harrison
- Wally Green
- Sverre Harrfeldt
- Bengt Jansson
- Dave Jessup
- Björn Knutsson
- Aub Lawson
- John Davis
- John Louis
- Don Smith
- Reg Trott
- Ken McKinlay
- Charlie Spinks
- Olle Nygren
- Malcolm Simmons
- Tiger Stevenson
- Bluey Wilkinson
- Split Waterman
- Jack Young
- Antonín Kasper